# 沃尔沙尼
沃尔沙尼，是匈牙利诺格拉德州所辖的一个村。总面积25.58平方公里，总人口1685，人口密度65.9人/平方公里（2011年1月1日）。